# Linz Netz
Die LINZ NETZ GmbH ist ein 100-prozentiges Tochterunternehmen der LINZ AG für Energie, Telekommunikation, Verkehr und Kommunale Dienste und als Kombi-Verteilernetzbetreiber für den Ausbau, den Betrieb und die Instandhaltung des Strom- und Erdgas-Verteilernetzes innerhalb des behördlich festgelegten Versorgungsgebietes zuständig. Dieses besteht aus der Stadt Linz und mehreren Umlandgemeinden im Mühlviertel.

## Netzdaten

### Stromnetz
LINZ NETZ betreibt laut eigenen Angaben ein Stromnetz mit einer Länge von 8322 km, davon
- 219 km Hochspannungsleitungen mit einer Spannung von 110 kV, welches bei den Umspannwerken Pichling und Wegscheid bzw. dem Kraftwerk Abwinden-Asten an das 380/220 kV-Netz der Austrian Power Grid angeschlossen ist,
- 2479 km Mittelspannungsleitungen mit 6 bis 30 kV und
- 5623 km Niederspannungsleitungen mit 400 bzw. 500 Volt.[2]

### Erdgasnetz
Insgesamt betreut LINZ NETZ 2044 km Erdgasnetz, wobei das Erdgas physisch an insgesamt zehn Hochdruck-Übernahmestationen vom vorgelagerten Netz übernommen wird und druckreduziert in das Mitteldruck-Verteilernetz eingespeist wird. In über 150 Gasdruckregelanlagen wird das Erdgas in die Ortsverteilungsnetze übergeben und zu den Kunden transportiert.